# Македонські болгари

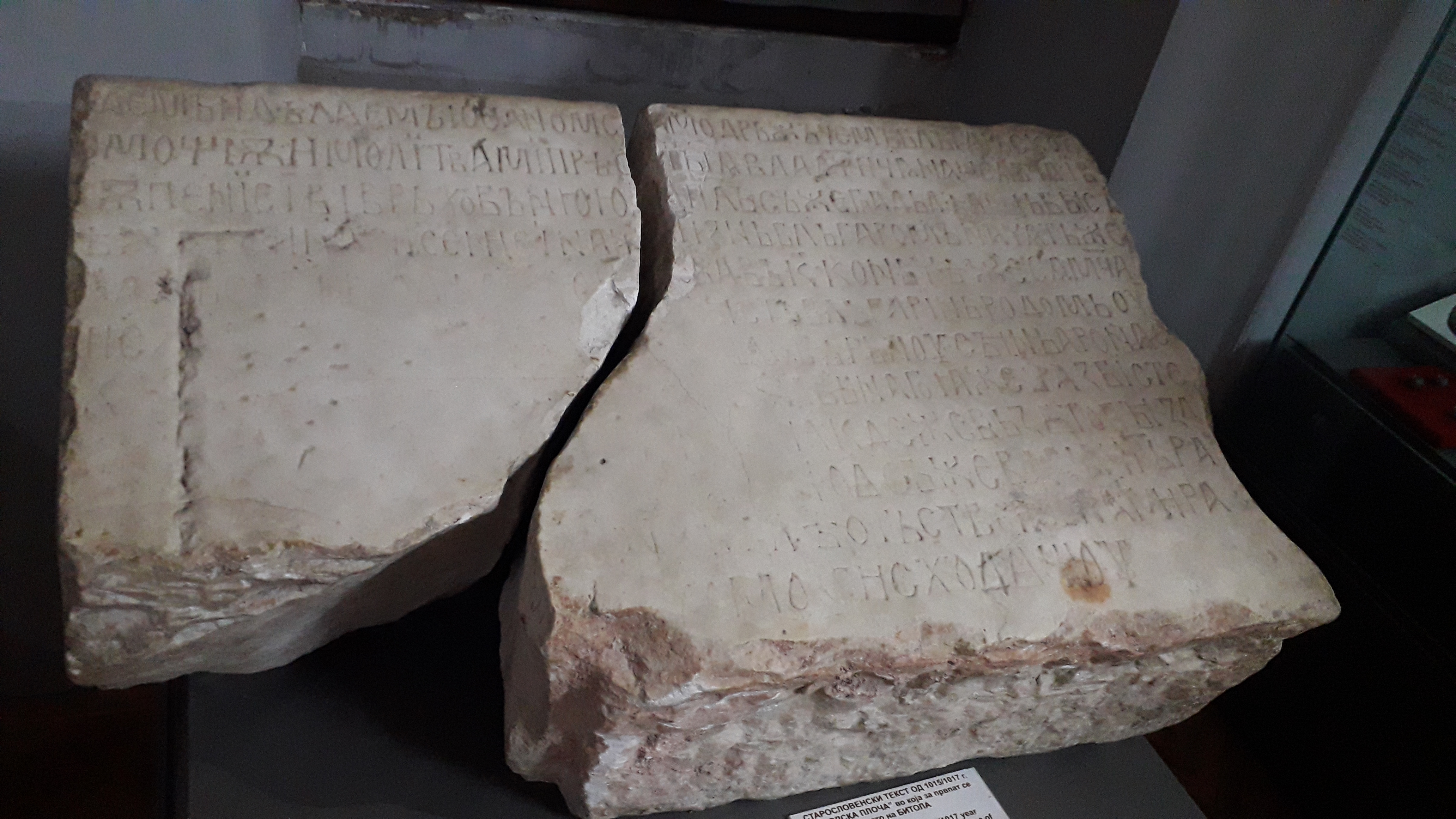
Бітольський напис — мармурова плита з кириличними літерами Івана Владислава 1016 року. Текст повідомляє, що він був царем Болгарії і болгарином за походженням, а його підданими були болгари.

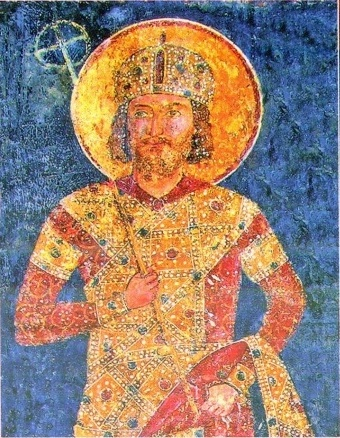
Портрет скопійця Костянтина Асена, болгарського царя (1257-1277).

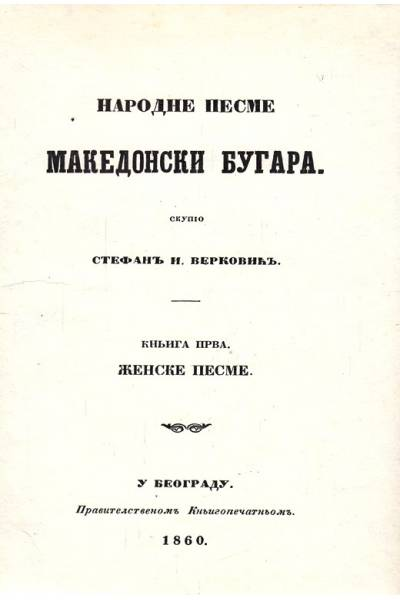
Обкладинка книги « Народні пісні македонських болгар », виданої в 1860 році в Белграді Стефаном Верковичем.

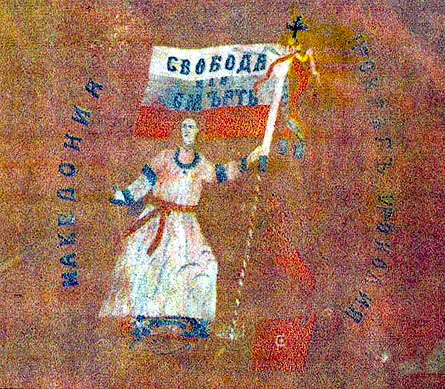
Прапор Ілінденських повстанців з Охрида з болгарським прапором і написом Свобода или смерть. Повстанці скрізь вивісили болгарські прапори.

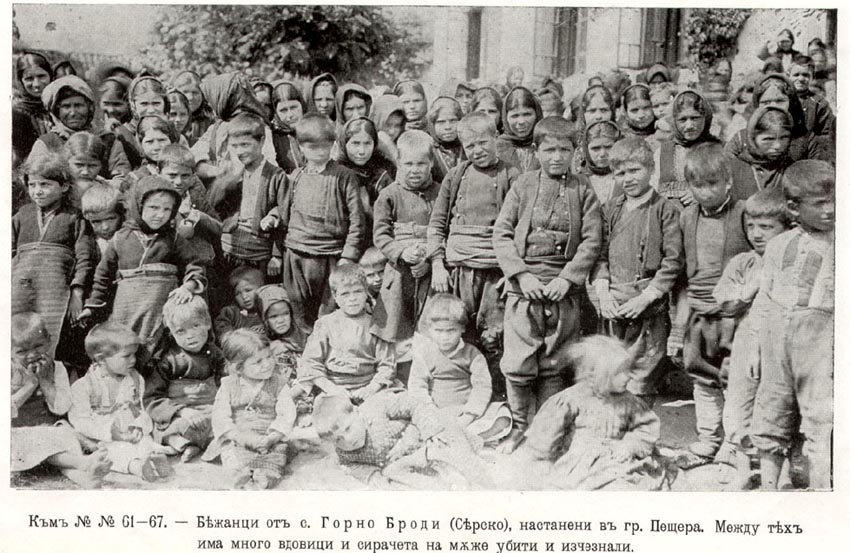
Болгарські біженці з Південної Македонії після Другої Балканської війни.

Македонці або македонські болгари (болг. македонци или македонски българи), іноді їх також називають македоно-болгари, або болгаро-македонці — регіональна етнографічна група етнічних болгар, що населяють або походять з регіону Македонія. Сьогодні більша частина цього населення зосереджена в Благоєвградській області, але багато в чому поширене по всій Болгарії та діаспорі.

## Історія
Слов'яномовне населення в регіоні Македонії називали (як самі, так і сторонні) болгарами, і саме так вони переважно розглядалися з X . аж до початку XX століття. Відповідно до Британської енциклопедії, на початку 20-го століття македонські болгари становили більшість населення всього регіону Македонії, який тоді був частиною Османської імперії. Функціонування Болгарського екзархату тоді мало на меті відрізнити болгарське населення від грецького та сербського населення на етнічній та мовній основі, забезпечуючи відкрите утвердження болгарської національної ідентичності. Однак одна основна відмінність між політичними планами місцевої інтелігенції була чіткою. Македонські греки та серби загалом дотримувалися вказівок, що надходили з відповідних центрів національної агітації, тоді як у болгар термін македонець набував значення певної політичної лояльності, що поступово створювало особливий дух регіональної ідентичності.
Балканські війни (1912–1913) та Перша світова війна (1914–1918) залишили Османську Македонію поділеною між Грецією, Сербією та Болгарією та призвели до значних змін у її етнічному складі. Безпосереднім наслідком поділу Османської Македонії стали націоналістичні кампанії в районах під грецькою та сербською адміністрацією, які вигнали болгарських церковників і вчителів і закрили болгарські школи та церкви. Як наслідок, значна частина слов’янського населення Греції та Сербії (пізніше Югославської Македонії) втекла до Болгарії або була переселена туди згідно з угодами про обмін населенням (Договір Нейї-сюр-Сен, Протокол Політіс-Калфов). У Греції македонських слов'ян називали «слов'яномовними греками», тоді як у Сербії (пізніше в Югославії ) вони офіційно розглядалися як «південні серби». В обох країнах школи та ЗМІ використовувалися для поширення національних ідеологій та ідентичності, а також мов нових правлячих націй, греків і сербів. Ці культурні заходи були підкріплені кроками, спрямованими на зміну складу населення: сербські колоністи були імплантовані в югославську Македонію, тоді як у грецькій Македонії масове поселення грецьких біженців з Анатолії остаточно зменшило слов’янське населення до статусу меншини.
Незважаючи на деякі спроби відрізнити слов’янську македонську ідентичність від болгарської з кінця 19 століття та незважаючи на туманну національну свідомість маси слов’янського населення, більшість дослідників погоджуються, що основна маса слов’янського населення регіону мала Болгарська національна ідентичність до початку 1940-х років, коли болгарські війська, що окупували більшу частину території, були зустрінуті як визволителі. У Греції та Югославії панували проболгарські настрої серед місцевого слов'янського населення. Після Другої світової війни та відходу Болгарії, на базі сильної македонської регіональної ідентичності почався процес етногенезу та сформувалась окрема національна македонська ідентичність. Загалом помітної македонської національної свідомості до 1940-х років не існувало. У той час навіть політична організація слов'янських іммігрантів з регіону Македонія, Македонська патріотична організація також пропагувала ідею македонських слов'ян як болгар. Процес розбудови нації був політично вмотивований і згодом підкріплений сильною булгарофобією та югославізмом. Нова влада розпочала політику усунення будь-якого болгарського впливу та створення окремої слов’янської свідомості, яка надихнула б ідентифікацію з Югославією.
З проголошенням нової Соціалістичної Республіки Македонія були вжиті заходи, які мали подолати проболгарські настрої серед населення. Стверджується, що з 1944 року до кінця 1940-х років люди, які сповідували болгарську етнічну ідентичність, зазнавали утисків. Згідно з болгарськими джерелами, понад 100 000 чоловіків було ув'язнено, а близько 1200 видатних болгар були засуджені до страти. Крім того, непослідовна політика комуністичної Болгарії щодо македонських болгар у той час призвела більшість незалежних спостерігачів у стан збентеження щодо справжньої етнічної приналежності населення навіть у болгарській Македонії. Практично як наслідок решта цього народу, за винятком власне Болгарії, зрештою була македонізована або еллінізована.
Тим не менш, у Північній Македонії та Греції все ще живуть люди з болгарською свідомістю чи булгарофільськими настроями. Протягом останніх років членства Болгарії в ЄС понад 50 000 македонців звернулися по болгарське громадянство. Щоб отримати його, вони повинні підписати заяву про те, що вони болгари за походженням . Понад 90 тисяч громадян Македонії вже отримали болгарське громадянство. Однак це явище не може дати точної інформації про те, скільки громадян Македонії вважають себе болгарами в етнічному сенсі, оскільки поширена думка, що це явище викликане переважно економічними причинами.

## Знатні македонські болгари
Македонські болгари були впливовими у всіх сферах болгарського суспільства, включаючи культуру, науку, літературу, архітектуру, промисловість, спорт, розваги, уряд і військо.
Багато македонських болгар відіграли видатну роль у боротьбі за незалежність Болгарії, серед таких борців за свободу – Ільо Воєвода, Христо Македонський, Георгі Ізмірлієв, Іван Апостолов, Трайко Кітанчев, Діне Абдураманов, Пере Тошев, Андон Дімітров, Петар Попарсов, Христо Татарчев, Гоце Делчев, Іван Гаджиніколов, Апостол Петков, Даме Груєв, Борис Сарафов, Кір'як Шкуртов, Александар Турунджев, Яне Санданскі, Василь Чекаларов, Кирил Парлічев, Методій Пачев, Дімо Хаджидімов, Нікола Карєв, Славейко Арсов, Коста Ціпушев, Міле Поп Йорданов, Лазар Поптрайков, Христо Батанджиєв, Христо Узунов, Василь Аджаларскі, Мануш Георгієв, Георгі Сугарєв, Тодор Александров, Дімче Сарванов, Петар Чаулев, Павел Шатев, Панко Брашнаров, Андон Кіосето, Іван Наумов, Христо Андонов, Іван Михайлов, Дімітар Гюзелов, Мара Бунева та ін.
Болгарські генерали та військові офіцери Дімітар Попгеоргієв, Климент Бояджиєв, Костянтин Жостов, Александар Протогеров, Борис Дрангов, Петар Дарвінгов і Кирил Янчулєв служили в болгарській армії в Сербсько-болгарській війні, Першій Балканській війні, Другій Балканській війні, Першій світовій і Світовій війнах. Друга війна, відповідно.
Серед політиків, міністрів уряду та дипломатів – Андрій Ляпчев, Дімітар Різов, Нікола Стоянов, Симеон Радев, Нікола Мілєв, Георгій Трайков, Методі Шаторов, Антон Югов, Георгій Пірінскі, Сергій Станішев, Росен Плевнелієв тощо.
Македонські болгари також зробили внесок у розвиток болгарської культури, мистецтва, літератури та музики, такі як Паїсій Хілендарський, Кирило Пейчинович, Неофіт Рильський, Партеній Зографський, Натанаїл Охридський, Даскал Камче, брати Міладінови, Марко Цепенков, Григор Парлічев, Любомир Мілетич, Кузман Шапкарев, Йордан Хаджиконстантинов-Джінот, Христо Сільянов, Дімітар Талев, Христо Смірненскі, Атанас Далчев, Нікола Вапцаров, Войдан Чернодринскі, Атанас Бадев, Райко Алексієв, Катя Паскалева та ін.
Деякі, як-от архітектор Центрального Софійського ринку Наум Торбов, залишили помітні орієнтири.
Інші, зокрема Баба Ванга та Михайло Айвангов, встановили інтелектуальні орієнтири.
Ще інші, такі як Дімітар Бербатов, Дімітар Якимов, Александар Томов, Ірина Нікулчіна, Стойчо Младенов, Георгі Славков, Іван Лебанов, Василь Методієв, Нікола Ковачев, Борис Гаганелов, Спіро Дебарскі, Красимір Безінскі, Петар Міхтарскі, Івайло Андонов, Серафім Барзаков, Дімчо Бєляков, Стойчо Стоілов, Георгі Бачев, Кирил Георгієв та Ніна Кленовська є видатними спортсменами та спортсменами.